# Redemption (альбом Доун Ричард)
| Оценки критиков       | Оценки критиков |
| Источник              | Оценка          |
| --------------------- | --------------- |
| AllMusic              | [ 1 ]           |
| NME                   | 4/5             |
| Pitchfork             | 8.0/10          |
| PressPlayOK           | 4/5             |
| Pretty Much Amazing   | B+              |
| Tom Hull – on the Web | B+ ()           |

Redemption — четвёртый студийный альбом американской певицы и автора песен Доун Ричард, изданный 18 ноября 2016 года лейблами Local Action / Our Dawn Entertainment.
Redemption является последней главой трилогии после дисков Goldenheart 2013 года и Blackheart 2015 года. В альбом вошли работы продюсера Noisecastle III, а также уроженцев Нового Орлеана Trombone Shorty и Пи Джей Мортона.

## Отзывы
Альбом получил положительные отзывы музыкальной критики и интернет-изданий: AllMusic, NME, Pitchfork.
Тара Джоши из The Quietus заявила: «Это оркестрово, это странно, это экспериментально, это витиевато, заставляет вас танцевать, от него хочется падать в обморок — в своей основе Redemption отражает так много знаковых моментов чёрной музыки за последние 30 лет или около того. Странно говорить, что то, что делает Ричард, всё ещё, возможно, слишком нишевое, чтобы обеспечить ей место в R&B „Hot 100“, учитывая, что её звучание такое широкое и всеобъемлющее, но это правда. Ричард выделила для себя амбициозное футуристическое место, которое мейнстрим ещё не догнал».

### Итоговые списки
| Публикация  | Список                                 | Ранг | Ссылки |
| ----------- | -------------------------------------- | ---- | ------ |
| PopMatters  | 15 Best R&B/Soul Albums of 2016        | 2016 | 3      |
| The Quietus | The 100 Best Albums of 2016            | 2016 | 9      |
| Vulture     | The 15 Best Albums of 2016             | 2016 | 14     |
| Paste       | The 50 Best Albums of 2016             | 2016 | 40     |
| Pitchfork   | The 20 Best Pop and R&B Albums of 2016 | 2016 | *      |

## Список композиций
| №   | Название                                    | Продюсеры                                                 | Длительность |
| --- | ------------------------------------------- | --------------------------------------------------------- | ------------ |
| 1.  | «Redemption (Intro)»                        | Dawn Richard, Machinedrum                                 | 1:27         |
| 2.  | «Love Under Lights»                         | Machinedrum, Noisecastle III                              | 4:21         |
| 3.  | «Black Crimes»                              | Machinedrum, Noisecastle III                              | 4:03         |
| 4.  | «Voices»                                    | Dawn Richard, Machinedrum                                 | 4:08         |
| 5.  | «LA» (при участии Trombone Shorty)          | Machinedrum, Noisecastle III, Kaveh Rastegar, Mike Iveson | 5:44         |
| 6.  | «Interim (Interlude)»                       | Dawn Richard, Derek Bergheimer                            | 0:37         |
| 7.  | «Renegades»                                 | Dawn Richard, Machinedrum                                 | 3:30         |
| 8.  | «Lazarus»                                   | Dawn Richard, Machinedrum                                 | 3:35         |
| 9.  | «Tyrants»                                   | Dawn Richard, Machinedrum                                 | 2:56         |
| 10. | «Vines (Interlude)» (при участии PJ Morton) | Dawn Richard, PJ Morton                                   | 2:29         |
| 11. | «Hey Nikki»                                 | Kaveh Rastegar                                            | 3:37         |
| 12. | «Sands»                                     | Dawn Richard, Machinedrum                                 | 3:22         |
| 13. | «Lilies (Interlude)»                        | Dawn Richard, Machinedrum                                 | 2:36         |
| 14. | «The Louvre»                                | Dawn Richard, Noisecastle III, Kaveh Rastegar             | 4:12         |
| 15. | «Valhalla (Outro)»                          | Dawn Richard, Derek Bergheimer                            | 0:42         |